# Csobád
Csobád is een plaats (község) en gemeente in het Hongaarse comitaat Borsod-Abaúj-Zemplén. Csobád telt 730 inwoners (2001).

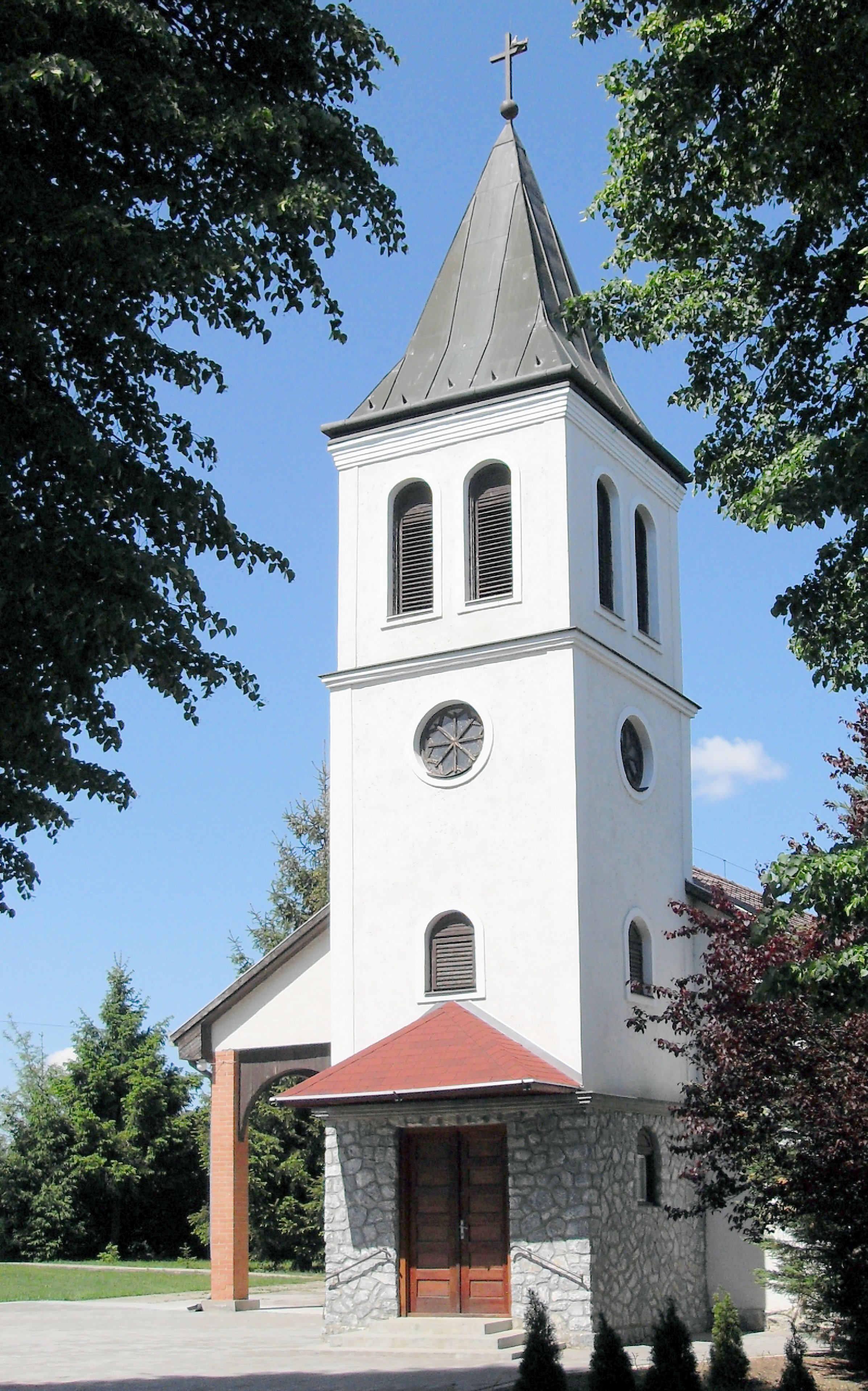
Kerk